# Babcock International Group
Pour les articles homonymes, voir Babcock.
Babcock International Group (LSE : BAB) est une entreprise britannique multinationale spécialisée dans la gestion d'actifs et d'infrastructures complexes dans tout environnement critique. Même si la société a des contrats civils, ses principaux clients sont des organismes publics tels que le ministère de la Défense du Royaume-Uni et Network Rail. L'entreprise a quatre divisions opérationnelles avec des opérations à l'étranger en Afrique, en Amérique du Nord et en Australie. C'était en 2010 le 41e plus grand entrepreneur de défense (en chiffre d'affaires sur le secteur), et le 3e au Royaume-Uni (derrière BAE Systems et Rolls-Royce).
Babcock International fait partie de l'indice FTSE 250.

## Historique
L'histoire du groupe Babcock International remonte aux années 1880, lorsque la compagnie américaine Babcock & Wilcox décide de s'implanter au Royaume-Uni : son choix se porte sur Glasgow, en Écosse. Le 9 avril 1891, une société entièrement indépendante, de droit britannique, voit le jour : Babcock & Wilcox Ltd, avec une mise de fonds initiale de 250 000 £. Cette société devait exploiter les brevets américains pour le monde entier, la société-mère conservant l'exclusivité pour l'Amérique du Nord. Le directoire était composé de deux entrepreneurs écossais déjà réputés, William Arrol et Andrew Stewart, ex-ingénieurs des laminoirs A. & J. Stewart & Menzies Co. dans le Lanarkshire, qui deviendra Stewarts & Lloyds. 
Babcock & Wilcox Ltd amorça la fabrication de chaudières à vapeur en 1885, dans les usines Kilbowie de Singer à Clydebank, dans la banlieue de Glasgow,, car Isaac Singer détenait une part importante du capital de l'entreprise.
Puis en 1895, Babcock & Wilcox construisit ses propres usines de l'autre côté de la Clyde, sur les terrains de Porterfield Forge (13 ha, dans la banlieue de Renfrew. Dès 1900, la société  investit 1 570 000 £ en création de filiales à l'étranger. En 1913, B&W racheta le chantier naval de Rosyth après avoir remporté l'appel d'offres pour équiper le site d'une centrale thermique : c'est là l'origine des activités de réparations navales du groupe.
Au cours de la Première et de la  Seconde Guerre mondiale, B&W s'imposa comme l'un des plus gros fournisseurs de l'armée britannique. Ses effectifs de Renfrew connurent leur apogée dans les années 1940, avec près de 10 000 ouvriers mais même dans les années d'après-guerre, la fabrication de matériel militaire est demeuré une activité fondamentale pour la compagnie.
Tout au long du XXe siècle, B&W fut l'un des plus gros fournisseurs de turbines pour les centrale thermiques. Dans les années 1960, la société prit une part décisive dans la construction de centrales nucléaires au Royaume-Uni tout en continuant de se diversifier à l'international, y compris sur le marché américain ; et dès 1979, sa filiale nord-americaine rapportait un tiers des ventes (844 millions de £) et plus de la moitié des bénéfices  :alors Babcock & Wilcox Ltd fut rebaptisée Babcock International Ltd.

## Actionnaires
Liste des principaux actionnaires au 30 octobre 2019.
| Invesco Asset Management                         | 9,93% |
| Jupiter Asset Management                         | 5,38% |
| DWS Investment                                   | 5,06% |
| Polaris Capital Management                       | 5,01% |
| Capital Research & Management (Global Investors) | 3,90% |
| Standard Life Investments                        | 3,82% |
| St. James's Place                                | 2,74% |
| Fidelity Management & Research                   | 2,69% |
| Legal & General Investment Management            | 2,61% |
| Artisan Partners                                 | 2,19% |